# کمپ وردی (آریزونا)
کمپ وردی (به انگلیسی: Camp Verde) شهری در شهرستان یاواپی ایالت آریزونا است که در سرشماری سال ۲۰۱۰ میلادی، ۱۰٬۸۷۳ نفر جمعیت داشته است. کمپ وردی، به‌طور رسمی در تاریخ ۱۹۸۶ میلادی به‌عنوان یک شهر شناخته شد.